# ديلشود دجوراوف
ديلشود دجوراوف (18 سبتمبر 1991 بطشقند في أوزبكستان - ) هو لاعب كرة قدم أوزبكستاني في مركز الدفاع. شارك مع منتخب أوزبكستان لكرة القدم. أما مع النوادي، فقد لعب مع نادي بونيودكور ودينامو سمرقند.

## روابط خارجية
- ديلشود دجوراوف على موقع قاعدة بيانات كرة القدم.إي يو (الإنجليزية)
- ديلشود دجوراوف على موقع ناشيونال فوتبول تيمز (الإنجليزية)
- ديلشود دجوراوف على موقع Soccerway.com (الإنجليزية)